# Desbridamiento

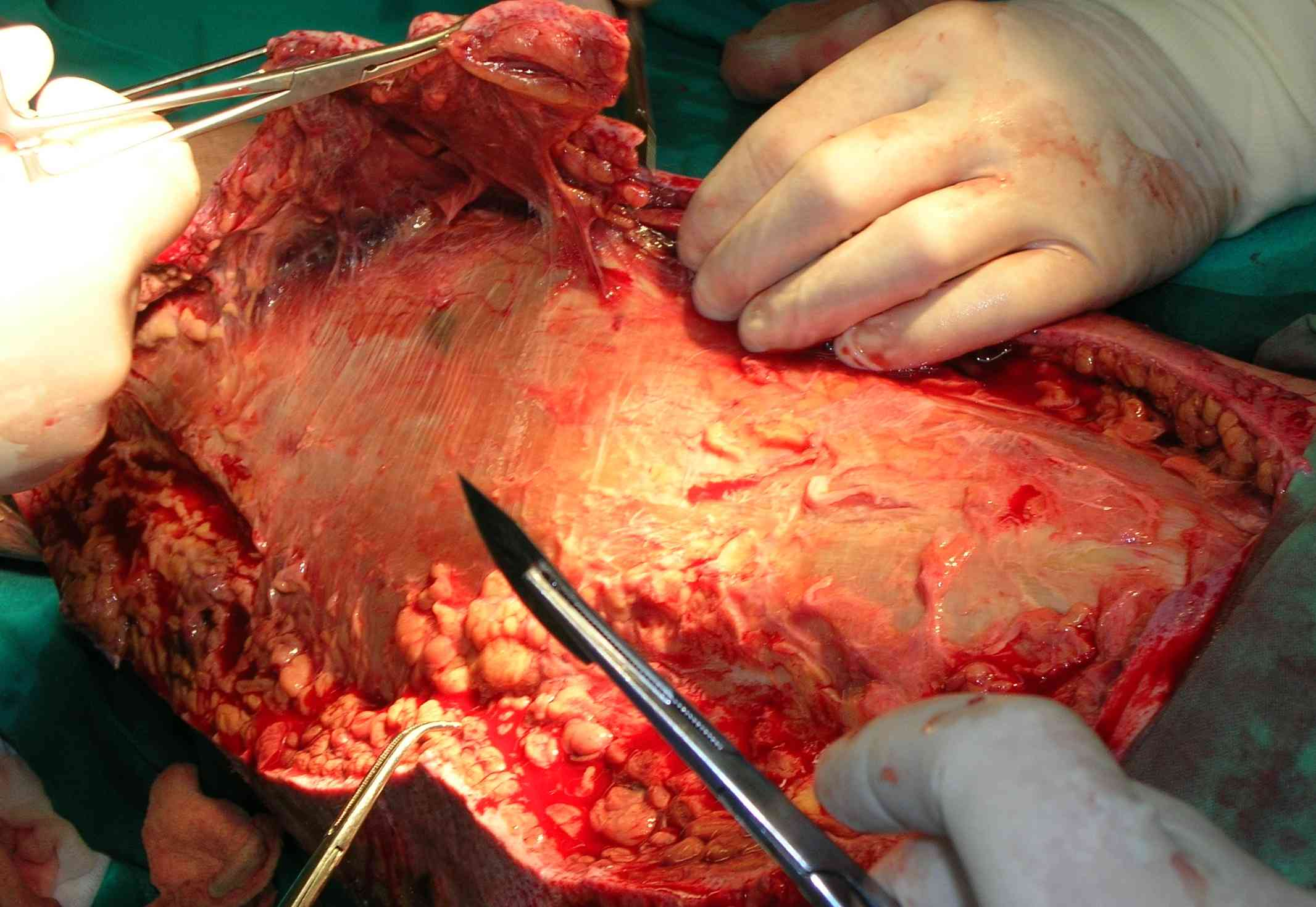
Tejido necrótico en una pierna izquierda que está siendo desbridado quirúrgicamente en un paciente con fascitis necrotizante.

El  desbridamiento o aseo quirúrgico es la eliminación del tejido muerto, dañado o infectado para mejorar la salubridad del tejido restante. Se puede realizar mediante cirugía, de forma mecánica, química, autolítica y mediante terapia larval, en la que ciertas  especies de larvas consumen selectivamente el tejido necrótico (también llamado tejido necrosado). 
En odontología el desbridamiento se refiere a la eliminación de la placa o cálculos dentales acumulados en los dientes. En este caso el desbridamiento se lleva a cabo con instrumentos que emplean ultrasonido para fracturar el cálculo, facilitando con ello su eliminación, así como con herramientas manuales, como curetas, o a través de productos químicos como el peróxido de hidrógeno (agua oxigenada). 
El desbridamiento es parte importante del proceso de curación en quemaduras o heridas graves. 
El riesgo principal y más importante que tiene el paciente al ser intervenido quirurgicamente, es la infección de herida quirúrgica; gran parte del trabajo de enfermería va encaminado a limitar este riesgo.
A pesar de los avances actuales en el cuidado perioperatorio, aún continúa siendo la dehiscencia de herida una principal complicación y el tratamiento para esto es un lavado quirúrgico y desbridamiento de tejido muerto.